# حميد كهرام
حميد كهرام (بالفارسية: حمید کهرام) (1958- 19 مارس 2020)، كان شخصية سياسية، إيراني الجنسية وطبيب بيطري. عمل كعضو في البرلمان الإيراني حيث كان يمثل الأهواز، وكان ذلك بالفترة التي امتدت بين عام 2000 وعام 2004. كما وشغل منصب المدير العام لمكتب المنح الدراسية وتبادل الطلاب بوزارة العلوم والأبحاث والتكنولوجيا.
خلال الانتخابات الرئاسية الإيرانية لعام 2017؛ كان كهرام الشخصية المسؤولة الرئيسية والأساسية التي قادت الحملة الرئاسية لحسن روحاني في محافظة خوزستان.
توفي حميد كهرام في عُمر يُناهز 62 عامًا، نتيجة مرض فيروس كورونا 2019 في تاريخ 19 مارس 2020.